# Phạm Liêm
Phạm Liêm (15 tháng 12 năm 1928 – 22 tháng 2 năm 2022) là một sĩ quan cao cấp của Quân đội nhân dân Việt Nam, hàm Thiếu tướng, nguyên Chủ nhiệm Chính trị Quân chủng Phòng không (nay là Quân chủng Phòng không – Không quân).

## Cuộc đời
Phạm Liêm, bí danh Duy Thanh, sinh ngày 15 tháng 12 năm 1928 tại thôn Vũ Xá, xã An Đồng, huyện Quỳnh Phụ, tỉnh Thái Bình. Ông tham gia cách mạng Việt Nam từ năm 1945 với vai trò Bí thư Thanh niên cứu quốc xã Hưng Nhượng (nay là xã An Đồng), huyện Phụ Dực (nay là huyện Quỳnh Phụ), tỉnh Thái Bình. Sau khi Cách mạng Tháng Tám kết thúc, ông trở thành trưởng Ban bình dân học vụ, Bí thư Thanh niên cứu quốc xã An Đồng. Đến tháng 4 năm 1946, ông đảm nhiệm Ủy viên thanh niên, Trưởng ban thiếu nhi huyện Phù Dực. Từ tháng 3 năm 1948 đến tháng 1 năm 1950, ông lần lượt được bổ nhiệm làm Phó bí thư rồi Bí thư Thanh niên cứu quốc huyện Phụ Dực.
Tháng 2 năm 1950, ông chính thức nhập ngũ và trở thành Chính trị viên phó huyện đội Phụ Dực cho đến đầu năm 1952. Sau 2 năm, ông được chọn làm Đại đội trưởng Đại đội 277, bộ đội địa phương tỉnh Thái Bình. Sau một thời gian giữ quyền Tiểu đòan phó Tiểu đoàn 62 bộ đội địa phương, ông chuyển lên làm Trợ lý Phòng Cán bộ Quân khu Tả Ngạn vào tháng 2 năm 1957. Tháng 11 năm 1960, ông bắt đầu theo học Trung cao Chính trị trong 3 năm. Sau khi kết thúc khóa học, ông được bổ nhiệm làm Phó Chủ nhiệm Chính trị Trung đoàn Pháo phòng không 230, 250 rồi Chủ nhiệm Chính trị Trung đoàn 250.
Từ tháng 9 năm 1965 đến tháng 5 năm 1968, Phạm Liêm lần lượt đảm nhiệm Phó chính ủy Trung đoàn Pháo phòng không 250 và Chính ủy Trung đoàn Pháo phòng không 224. Sau đó, ông tham gia Chiến dịch Đường 9 – Khe Sanh với vai trò Chính ủy Trung đoàn Pháo phòng không 241 thuộc Sư đoàn Phòng không 367. Sau khi chiến dịch kết thúc, ông được bổ nhiệm làm phó phòng rồi trưởng phòng Cán bộ của Cục Chính trị Quân chủng Phòng không – Không quân.
Năm 1975, ông đã tham gia Chiến dịch Hồ Chí Minh với vai trò Phó chính ủy Sư đoàn 367. Tháng 4 năm 1976, từ vị trí Chính ủy Sư đoàn 367, Phạm Liêm được bổ nhiệm làm Phó chủ nhiệm Chính trị Quân chủng Phòng không – Không quân. Đến năm 1977, Quân chủng Phòng không – Không quân được tách làm 2 bộ phận là Quân chủng Phòng không và Quân chủng Không quân, ông tiếp tục đảm nhiệm vai trò Phó chủ nghiệm Chính trị cho Quân chủng Phòng không cho đến tháng 7 năm 1979. Sau 1 năm được cử đi học tại Học viện Quân sự cao cấp, Phạm Liêm được thăng làm Chủ nhiệm Chính trị Quân chủng Phòng không.
Tháng 10 năm 1983, ông trở thành Chủ nhiệm Ủy ban kiểm tra Đảng ủy Quân chủng Phòng không và đảm nhiệm chức vụ này đến tháng 6 năm 1986. Sau đó, ông quay lại làm Phó chủ nhiệm Chính trị Quân chủng Phòng không 4 năm trước khi về hưu vào tháng 7 năm 1990. Ngày 22 tháng 2 năm 2022, ông qua đời tại nhà riêng ở Hà Nội, thọ 94 tuổi.

## Khen thưởng
- Huân chương Quân công hạng Nhì;
- Huân chương Chiến công hạng Ba;
- Huân chương Chiến thắng hạng Ba;
- Huân chương Kháng chiến chống Pháp hạng Ba;
- Huân chương Kháng chiến chống Mỹ cứu nước hạng Nhất;
- Huân chương Bảo vệ Tổ quốc hạng Nhất;
- Huy chương Quân kỳ Quyết thắng;
- Huân chương Chiến sĩ vẻ vang hạng Nhất, Nhì, Ba

## Lịch sử thụ phong quân hàm
| Năm thụ phong | –      | 1985        |
| ------------- | ------ | ----------- |
| Cấp bậc       | Đại tá | Thiếu tướng |

## Đời tư
Vợ thiếu tướng Phạm Liêm là bà Nguyễn Thị Ngọt, người cùng xã An Đồng. Cả hai kết hôn vào năm 1946 và có với nhau 2 người con.